# Actinote momina
Actinote momina är en fjärilsart som beskrevs av Jordan 1910. Actinote momina ingår i släktet Actinote och familjen praktfjärilar. Inga underarter finns listade i Catalogue of Life.